# Првојерарх Руске православне заграничне цркве
Првојерарх Руске православне заграничне цркве (рус. Первоиерарх Русской православной церкви заграницей) поглавар је Руске православне заграничне цркве са достојанством митрополита.
Предсједник је Сабора епископа и Архијерејског синода и епархијски архијереј Источноамеричке и њујоршке епархије.

## Избор
Првојерарха бира Сабор епископа Руске православне заграничне цркве из реда свог епископата. Његов избор потврђује патријарх московски и све Русије и Свети синод Руске православне цркве.
Првојерарх се бира на доживотно и уводи се у достојанство митрополита. Сабор епископа бира два замјеника првојерарха и они су потпредсједници Архијерејског синода.
Осим што је првојерарх уједно предсједник Сабора епископа и Архијерејског синода он је истовремено и епархијски архијереј у оној епархији гдје има стално пребивалиште и настојатељ је Митрополијског саборног храма. Са правима епархијског архијереја управља свим црквама које не улазе у састав подручних епархија већ су непосредно потчињене митрополиту. Помаже му викарни архијереј.

## Дјелокруг
По Уредби о Руској православној заграничној цркви (рус. Положение о Русской православной церкви заграницей) првојерарх:
- уопште се стара о унутрашњем и спољашњем благостању Руске православне заграничне цркве;
- сазива редовни и ванредни Сабор епископа, као и Свезагранични црквени сабор с учешћем клира и мирјана, и предсједава њима;
- предсједава Архијерејским синодом;
- подноси Сабору извјештај о стању Руске православне заграничне цркве за међусаборски период;
- разговара с поглаварима и представницима аутокефалних православних цркава по питањима црквеног живота извршавајући одлуке Сабора или Архијерејског синода, као и у своје име;
- разговара с државним властима по питањима Руске православне заграничне цркве;
- обраћа се цијелој Руској православној заграничној цркви са архипастирским посланицама и учитељским упутствима;
- стара се за благовремено попуњавање архијерејских катедри;
- стара се о расподјели светог мира и припреми светих антиминса;
- даје благослов духовним и световним лицима за њихов рад у корист Цркве;
- додјељује награде непосредно потчињеном свештенству, до достојанства протојереја и игумана;
- по потреби даје братске препоруке јерарсима по питањима њиховог личног живота, као и по питању испуњавања архипастирске дужности;
- управља црквама, мисијама и манастирима који су му непосредно потчињени;
- у случају упражњености архијерејске катедре прима на себе привремену управу или је уступа једном од архијереја до избора новог епархијског архијереја;
- прима и поступа по жалбама на архијереје;
- разматра предмете који се тичу личних неспоразума међу архијерејима који су се добровољно обратили за његово посредништво, без формалног судског поступка, при чему су одлуке првојерарха у тим случајевима обавезујуће за све стране;
- има право посјећивати, по потреби, све епархије са знањем епархијског архијереја;
- има највиши надзор над правилним отправљањем послова Синода и синодалних установа и над извршавањем одлука Сабора и Синода;
- одлучује о отпусту архијереја из њихових епархија од двије недјеље до два мјесеца;
- расподјељује свето миро за епархије и цркве све Руске православне заграничне цркве;
- посјећује духовне школе;
- по својој иницијативи подноси предлоге Сабору и Архијерејском синоду на разматрање и одлучивање.